# .py
‎.py‏ دامنه اینترنتی اختصاص داده شده به کشور پاراگوئه است. 